# Macos High Sierra
Mac OS High Sierra (version 10.13), är en version av Unix-operativsystemet Mac OS, utvecklat av Apple för företagets persondatorer.
Programvaran släpptes 25 september 2017 på Mac App Store. Uppföljaren, Mac OS Mojave, presenterades vid Apples årliga utvecklarkonferens 2018 och släpptes den 24 september samma år.

## Systemkrav
Mac OS High Sierra går att installera på följande datorer:
- Imac: Late 2009 eller senare
- Macbook: Late 2009 eller senare
- Macbook Pro: Mid 2010 eller senare
- Macbook Air: Late 2010 eller senare
- Mac Mini: Mid 2010 eller senare
- Mac Pro: Mid 2010 eller senare

## Förändringar och förbättringar

### Allmänt
- APFS: High Sierra använder sig som standard av Apple File System (APFS) som filsystem vid nya installationer istället för HFS+ som Apple använt sedan sent 90-tal.[2]
- Metal 2: High Sierra inkluderar Metal version 2 vilket är en ny version av Apples grafikteknologi, bland annat stödjer det nu virtuell verklighet.
- Media: High Sierra inkluderar stöd för video-formatet HEVC (High Efficiency Video Coding).
- Safari: Safari inkluderar nu "Smart Tracking Prevention" vilket är en funktion som använder sig av maskinlärning för att förhindra webbsidor från att spåra användare.